# Éric Izquierdo
Éric Izquierdo (Andorra la Vieja, 13 de enero de 2002) es un futbolista andorrano que juega en la demarcación de centrocampista para el CDJ Tamarite de la Tercera Federación.

## Selección nacional
Tras jugar con las categorías inferiores de la selección, finalmente el 10 de septiembre de 2024 hizo su debut con la selección de Andorra en un partido de la Liga de Naciones de la UEFA 2024-25 contra Malta que finalizó con un resultado de 0-1 a favor del combinado maltés tras el gol de Ryan Camenzuli.

## Clubes
| Club         | País   | Año   | Partidos | Goles |
| ------------ | ------ | ----- | -------- | ----- |
| CDJ Tamarite | España | 2023- | 30       | 0     |